# Balbina-Stausee
Der Balbina-Stausee ist ein Stausee und ein Wasserkraftwerk rund 100 km nördlich von Manaus in Brasilien in der Gemeinde Presidente Figueiredo. Der Rio Uatumã, ein Nebenfluss des Amazonas, wird hier von einem 33 m hohen Staudamm zu einem 2360 km² großen See mit einem Speicherraum von 17.540 Millionen m³ aufgestaut. Das Wasserkraftwerk dient der Stromversorgung von Manaus; es hat mit seinen fünf Turbinen à 50 MW eine maximale Leistung von 250 Megawatt.
Die durchschnittliche Tiefe des Stausees beträgt 7,4 m, die maximale Tiefe 30 m. Die jährliche Wasserspiegelschwankung beträgt nur 97,5 cm. Der Stausee ist seit 1987 geflutet.
Das Absperrbauwerk ist ein Schüttdamm aus Erd- und Felsmaterial. Die Talsperre wurde in den 1970er Jahren während der ersten Ölkrise geplant, um von Öleinfuhren unabhängig zu werden. Finanziert wurde sie durch Staatsschulden. Wegen der geringen Stauhöhe ist nur eine vergleichsweise geringe Stromgewinnung möglich, obwohl ein riesiger Stausee entstand. Der Tucuruí-Stausee, ebenfalls im Amazonasgebiet gelegen, erzeugt dagegen Strom mit einer Leistung von fast 8000 MW.
Das Stauseeprojekt wird heute sehr nachteilig gesehen:
- das Projekt hat zur Staatsverschuldung beigetragen
- es ging eine große Fläche von tropischem Regenwald verloren
- im Durchschnitt kann nur 32 % der Leistungsfähigkeit von 250 MW genutzt werden, weil die Zuflüsse zu gering sind
- die Emissionen von Kohlendioxid sollen wesentlich (schätzungsweise 20- bis 40-mal) größer sein als bei einem thermalen Kraftwerk mit gleicher Leistung
- durch das stehende Wasser werden Krankheiten begünstigt
- Ureinwohner mussten umgesiedelt werden

Der Stausee wird von manchen heute als Umweltkatastrophe angesehen. 
Siehe auch:
- Liste der größten Stauseen der Erde
- Liste der größten Wasserkraftwerke der Erde
- Liste von Talsperren der Welt